# Olenecamptus fukutomii
Olenecamptus fukutomii är en skalbaggsart som beskrevs av Hasegawa 2004. Olenecamptus fukutomii ingår i släktet Olenecamptus och familjen långhorningar. Inga underarter finns listade i Catalogue of Life.